# Jožef Rajšp
Jožef Rajšp, slovenski politik, poslanec in lesarski tehnik, * 8. avgust 1957.

## Življenjepis
Leta 1992 je v 1. državnem zboru Republike Slovenije nadomestil izvoljenega Cirila Pucka; v tem mandatu je bil član naslednjih delovnih teles:
- Komisija za narodni skupnosti (od 11. septembra 1996),
- Odbor za nadzor proračuna in drugih javnih financ (od 11. septembra 1996) in
- Preiskovalna komisija za parlamentarno preiskavo o sumu zlorabe javnih pooblastil v poslovanju podjetij HIT d.o.o., Nova Gorica, Elan, Slovenske železarne, banke, ki so v sanacijskem postopku, dodelite koncesij za uvoz sladkorja tudi za potrebe državnih rezerv (od 11. septembra 1996).